# Spilosoma kikuchii
Spilosoma kikuchii là một loài bướm đêm thuộc phân họ Arctiinae, họ Erebidae.